# Paština Závada
Paština Závada (em húngaro: Pásztorzávod) é um município da Eslováquia, situado no distrito de Žilina, na região de Žilina. Tem 7,33 km² de área e sua população em 2018 foi estimada em 232 habitantes.

## Demografia
| Ano:        | 1994 | 2004    | 2014    | 2024    |
| ----------- | ---- | ------- | ------- | ------- |
| Broj ljudi: | 214  | 257     | 224     | 260     |
| Razlika:    |      | +20,09% | -12,84% | +16,07% |

| Ano:               | 2023 | 2024   |
| ------------------ | ---- | ------ |
| Número de pessoas: | 259  | 260    |
| Diferença:         |      | +0,38% |